# Asplenium compactum
Asplenium compactum là một loài dương xỉ trong họ Aspleniaceae. Loài này được Buch mô tả khoa học đầu tiên năm 1825.
Danh pháp khoa học của loài này chưa được làm sáng tỏ. 